# Požegrmac
Požegrmac (Servisch cyrillisch Пожегрмац) is een plaats in de Servische gemeente Priboj. De plaats telt 188 inwoners (2002).